# 일성록
일성록(한국 한자: 日省錄, 영어: Ilseongnok)은 1752년(영조 28년)부터 1910년(융희 4년)까지의 동정과 국정의 제반사항을 기록한 일기체 연대기이다. 흔히 '왕의 일기'라고 표현한다. 일성록의 모태가 된 것은 정조가 세손 시절부터 쓴 존현각일기(尊賢閣日記)이다.
총 2,329책이 모두 전해지며 21개월분이 빠져있다. 원본은 서울대 규장각 한국학연구원이 보관 중이며 국유물이다. 《일성록》은 기존에 세계기록유산에 이름을 올린 《조선왕조실록》과 《승정원일기》와 더불어 조선왕조 3대 연대기로 꼽힌다. 편년체인 《조선왕조실록》이나 《승정원일기》와는 달리 주제 순으로 사안들을 기록한 강목체 형식을 취하고 있다.
1973년 12월 31일 국보 제153호로 지정되었다.
2011년 5월 23일 영국 맨체스터에서 열린 제10차 회의에서 국제자문위원회(IAC)는 한국의 일성록과 '5.18 민주화운동 기록물 유네스코 세계기록유산 등재추진위원회'가 제출한 안건을 심의해 이리나 보코바 유네스코 사무총장에게 등재를 권고하기로 결정했다.

## 특징

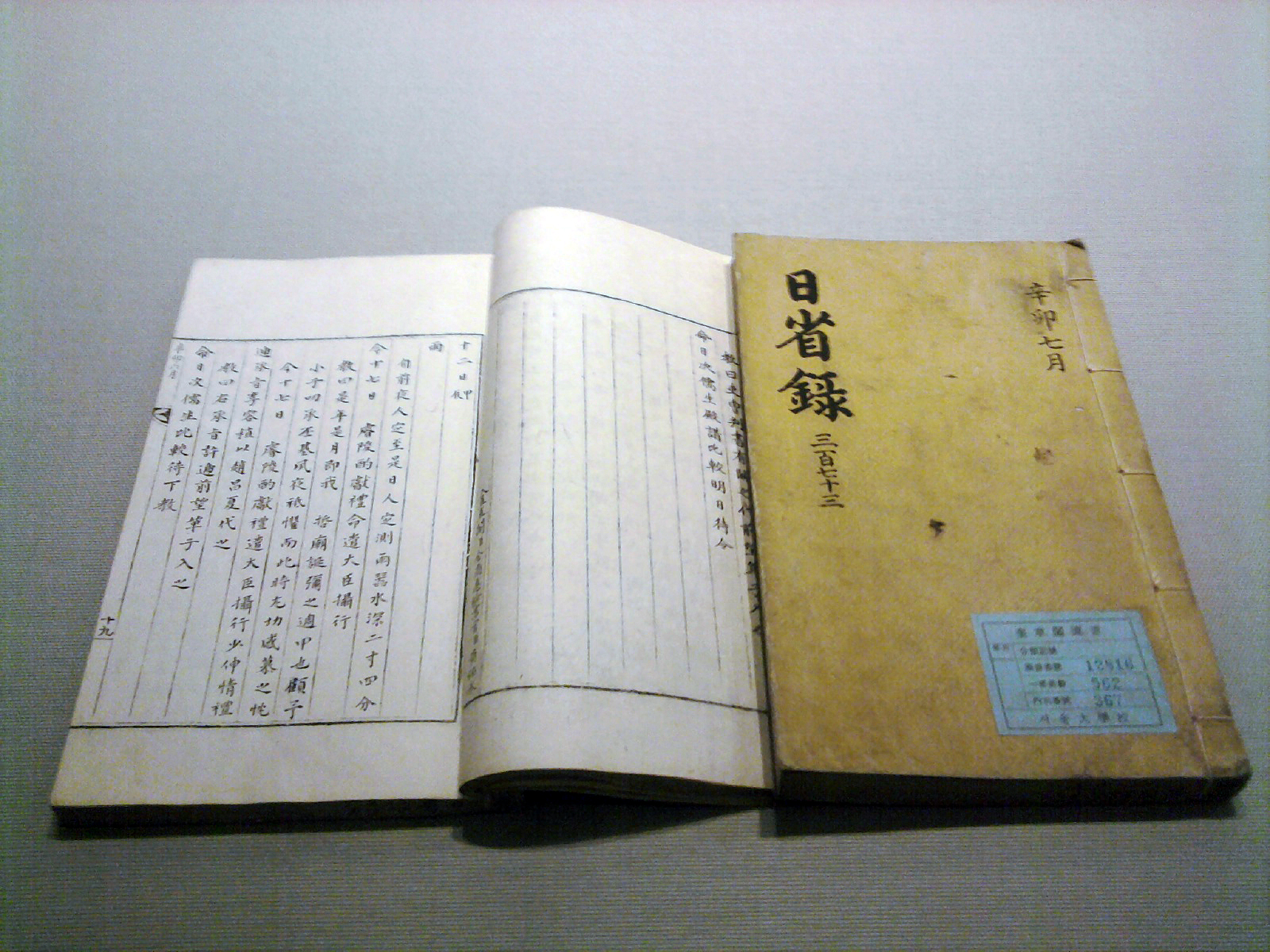
일성록의 모습

1760년(영조 36) 1월부터 1910년(융희 4) 8월까지 조선후기 151년간의 국정에 관한 제반 사항들이 기록되어 있는 일기체의 연대기이다.
『일성록』의 모태가 된 것은 정조(正祖)는 세손(世孫) 시절부터 직접 자신의 언행과 학문을 기록한 일기인 『존현각일기』였다. 정조는 『논어(論語)』에서 증자(曾子)가 말한 “나는 날마다 세 가지 기준을 가지고 스스로에 대해 반성한다”에 깊은 감명을 받아 일찍부터 자신을 반성하는 자료로 삼기 위해 일기를 작성하였다.
1776년 즉위 후에도 직접 일기를 작성하던 정조는 직접 처결할 국정 업무가 점차 늘어나 일기 작성이 어려워지자 1783년(정조 7)부터 규장각 관원들이 시정(施政)에 관한 내용을 중심으로 일기를 작성하고, 작성된 일기를 5일마다 왕에게 올려 재가를 받도록 하였다. 이로써 『일성록』은 국왕의 개인 일기에서 공식적인 국정 일기로 전환되었다.
『일성록』이 현재와 같은 체재를 갖춘 것은 1785년(정조 9)경이다. 정조는 규장각에 명하여 자신이 탄생한 후부터 『존현각일기』에 이르기까지 기간의 일기 및 자신이 즉위한 이후에 기록된 『승정원일기』등을 기본 자료로 하여 일목요연한 체재를 갖춘 일기를 편찬하도록 명하였고, 책의 제목은 ‘일성록(日省錄)’으로 하였다. 그 결과 1760년(영조 36) 1월부터의 일기가 일정한 체제에 맞추어 정리되었다.
『일성록』은 『조선왕조실록』·『승정원일기』·『비변사등록』과 함께 조선시대의 대표적인 관찬 연대기라는 점, 다른 연대기에는 수록되어 있지 않은 정치적 사건이나 사회 상황 등이 다수 수록되어 있다는 점에서 사료적 가치가 크다. 2011년 5월에 유네스코 세계기록유산에 등재되었다.

## 실록과의 비교 및 평가
- 실록의 기록은 후대 임금이 볼 수 없기에 그 기록의 정확성 등에 비해 실제 국정에는 도움이 되지 않지만, 《일성록》의 기록은 후대 임금이 보고 국정에 참조할 수 있어서, 국정 운영 등에 도움을 주는 자료였다.
- 실록의 자료인 사초는 실록을 편찬할 때 취사선택과 세초가 이루어지나, 《일성록》과 승정원 일기는 하루의 일을 그때그때 기록한 것으로 실록 편찬시 참고는 되나 독자적으로 기록, 보존된다.

## 같이 보기
- 《조선왕조실록》